# Campeonato Catarinense de Futebol de 2010 - Divisão Especial
A Divisão Especial do Campeonato Catarinense de Futebol de 2010 que foi a 24ª edição da Segundona do Catarinense, contou com a participação de 10 equipes neste ano, e realizou-se entre os dias 5 de agosto e 4 de dezembro.

## Equipes Participantes
| Equipe           | Município   | Em 2009         | Estádio                            | Capacidade | Títulos |
| ---------------- | ----------- | --------------- | ---------------------------------- | ---------- | ------- |
| Atlético Tubarão | Tubarão     | 10º (Principal) | Estádio Domingos Silveira Gonzales | 3.500      | ---     |
| Camboriú         | Camboriú    | 6º              | Robertão                           | 3.000      | ---     |
| Concórdia        | Concórdia   | 5º              | Domingos Machado de Lima           | 5.000      | 1991    |
| Hercílio Luz     | Tubarão     | 3º              | Aníbal Costa                       | 10.000     | ---     |
| Joaçaba          | Joaçaba     | 7º              | Da Nova                            | 7.000      | 1992    |
| Marcílio Dias    | Itajaí      | 9º (Principal)  | Hercílio Luz                       | 10.000     | 1999    |
| Porto            | Porto União | 4º              | Municipal Antiocho Pereira         | 7.000      | ---     |
| Próspera         | Criciúma    | 9º              | Mario Balsini                      | 4.500      | ---     |
| Videira          | Videira     | 8º              | Municipal Luiz Leoni               | 3.000      | ---     |
| XV de Outubro    | Indaial     | 1º              | Estádio Gigante do Vale            | 1.000      | ---     |

## Regulamento

### Fórmula de Disputa
O campeonato foi dividido em quatro fases distintas:
- Turno: As 10 equipes jogaram entre si todas contra todas apenas as partidas de ida. O clube que apresentou a maior pontuação ao final de 9 rodadas foi declarado Campeão do Turno e se classificou ao Quadrangular.
- Returno: Idêntico ao Turno, mas com os jogos de volta.
- Quadrangular: Juntaram-se aos campeões dos turnos as duas equipes com as maiores pontuações na soma das duas fases anteriores. Se o campeão do Turno fosse o mesmo do Returno, o clube com a terceira maior pontuação ganharia a classificação. Nesta fase os quatro classificados jogaram todos contra todos, no sistema de pontos corridos. As duas equipes que mais pontuaram, nesta fase, foram classificadas para a Final do Campeonato.
- Final: Nesta fase os dois clubes jogaram partidas de ida e volta sendo mandante do jogo de volta (segunda partida), a equipe que obteve o maior número de pontos ganhos em toda a competição, na soma do Turno, Returno e Quadrangular, bem como os pontos de bonificação atribuidos às equipes vitoriosas no Turno e Returno. Aquele que apresentou mais pontos na fase final, independente do saldo de gols, foi declarado Campeão Catarinense da Divisão Especial de 2010, caso houvesse empate de pontos, o segundo jogo teria uma prorrogação de 30 minutos com o placar zerado e se esta não resolvesse, o mandante do segundo jogo (aquele que apresentou maior pontuação nas 3 fases anteriores) seria considerado vencedor.

Observação: Ao início de cada fase, a pontuação de todas as equipes é zerada, a exceção se dá no Quadrangular, visto que os vencedores de cada turno iniciam esse período com um ponto (se o campeão do turno for o mesmo do returno, este inicia com 2 pontos).

### Classificação Final
A classificação será definida conforme as fases. O Campeão seria o vencedor da Final e o Vice-Campeão o perdedor da mesma. O terceiro e o quarto colocado seriam, respectivamente, o terceiro e o quarto colocado do Quadrangular. As colocações seguintes seriam definidas de acordo com a pontuação nas duas fases iniciais.
O campeão e o vice-campeão conquistaram o acesso à Divisão Principal do Campeonato Catarinense de 2011 e a classificação para a Copa Santa Catarina de 2011. O último colocado foi rebaixado para a Divisão de Acesso de 2011.

### Critérios de Desempate
- Maior número de vitórias;
- Maior saldo de gols;
- Maior número de gols pró;
- Confronto direto, somente no caso de empate entre duas equipes;
- Menor número de cartões vermelhos recebidos;
- Menor número de cartões amarelos recebidos;
- Sorteio.

## Turno
| 1 | Atlético Tubarão | 20 | 9 | 6 | 2 | 1 | 14 | 6  | +8  | 74   |
| 2 | XV de Outubro    | 18 | 9 | 6 | 0 | 3 | 13 | 7  | +6  | 66,6 |
| 3 | Marcílio Dias    | 18 | 9 | 5 | 3 | 1 | 12 | 8  | +4  | 66,6 |
| 4 | Concórdia        | 17 | 9 | 5 | 2 | 2 | 10 | 5  | +5  | 63   |
| 5 | Hercílio Luz     | 13 | 9 | 3 | 4 | 2 | 13 | 10 | +3  | 48,1 |
| 6 | Joaçaba          | 12 | 9 | 3 | 3 | 3 | 4  | 7  | -3  | 44,4 |
| 7 | Camboriú         | 9  | 9 | 2 | 3 | 4 | 5  | 7  | -2  | 33,3 |
| 8 | Porto            | 9  | 9 | 2 | 3 | 4 | 9  | 12 | -3  | 33,3 |
| 9 | Próspera         | 7  | 9 | 2 | 1 | 6 | 6  | 11 | -5  | 26   |
| 10 | Videira          | 1  | 9 | 0 | 1 | 8 | 6  | 19 | -13 | 3,7  |
| PG - pontos ganhos; J - jogos; V - vitórias; E - empates; D - derrotas; GP - gols pró; GC - gols contra; SG - saldo de gols; AP - aproveitamento em porcentagem |                  |    |   |   |   |   |    |    |     |      |

|  |                                                  |
|  | Campeão do Turno e classificado ao Quadrangular. |

## Returno
| 1 | Marcílio Dias    | 24 | 9 | 8 | 0 | 1 | 20 | 8  | +12 | 88,8 |
| 2 | Concórdia        | 22 | 9 | 7 | 1 | 1 | 26 | 8  | +18 | 81,5 |
| 3 | Atlético Tubarão | 17 | 9 | 5 | 2 | 2 | 19 | 9  | +10 | 62,3 |
| 4 | XV de Outubro    | 14 | 9 | 3 | 5 | 1 | 15 | 12 | +3  | 51,8 |
| 5 | Próspera         | 12 | 9 | 3 | 3 | 3 | 12 | 13 | -1  | 44,4 |
| 6 | Camboriú         | 10 | 9 | 2 | 4 | 3 | 13 | 11 | +2  | 37   |
| 7 | Hercílio Luz     | 10 | 9 | 2 | 4 | 3 | 13 | 11 | +2  | 37   |
| 8 | Joaçaba          | 6  | 9 | 1 | 3 | 5 | 10 | 21 | -11 | 22,2 |
| 9 | Porto            | 6  | 9 | 1 | 3 | 5 | 12 | 26 | -14 | 22,2 |
| 10 | Videira          | 1  | 9 | 0 | 1 | 8 | 4  | 25 | -21 | 3,7  |
| PG - pontos ganhos; J - jogos; V - vitórias; E - empates; D - derrotas; GP - gols pró; GC - gols contra; SG - saldo de gols; AP - aproveitamento em porcentagem |                  |    |   |   |   |   |    |    |     |      |

|  |                                                    |
|  | Campeão do Returno e classificado ao Quadrangular. |

## Confrontos
Para ler a tabela, a linha horizontal representa os jogos da equipe como mandante. A coluna vertical indica os jogos da equipe como visitante.
Jogos do Turno estão em vermelho e os jogos do Returno estão em azul.
|                  | ATL | CAM | CON  | HER | JOA | MAR  | POR | PRO | VID  | XVO  |
| ---------------- | --- | --- | ---- | --- | --- | ---- | --- | --- | ---- | ---- |
| Atlético Tubarão | —   | 1-1 | 1-0  | 2-0 | 4-1 | 4-0  | 7-0 | 1-0 | 2-1  | 3-1  |
| Camboriú         | 0-0 | —   | 0-1  | 0-1 | 0-0 | 1-2  | 1-1 | 1-0 | 6-0  | 1-1  |
| Concórdia        | 4-0 | 1-0 | —    | 2-1 | 1-0 | 0-1  | 6-2 | 4-0 | 3-0  | 1-0  |
| Hercílio Luz     | 1-1 | 0-1 | 1-1  | —   | 1-1 | 3-3  | 5-1 | 3-1 | 2-2  | 3-0  |
| Joaçaba          | 0-1 | 0-0 | 1-3  | 1-0 | —   | 0-0  | 2-1 | 0-3 | 3-3  | 0-3* |
| Marcílio Dias    | 1-0 | 1-0 | 0-0  | 2-1 | 2-1 | —    | 2-1 | 5-1 | 3-0  | 2-1  |
| Porto            | 3-3 | 2-2 | 2-1  | 0-0 | 2-3 | 0-2  | —   | 0-0 | 3-0* | 1-1  |
| Próspera         | 0-1 | 4-1 | 1-2  | 1-1 | 0-0 | 0-1  | 2-1 | —   | 3-1  | 0-0  |
| Videira          | 0-2 | 1-3 | 0-3* | 0-1 | 0-1 | 0-3* | 0-1 | 1-2 | —    | 1-2  |
| XV de Outubro    | 2-0 | 2-0 | 3-3  | 2-2 | 4-0 | 3-2  | 1-0 | 1-0 | 1-0  | —    |

*Placar do jogo definido por W.O.

## Classificação da primeira fase
Na classificação da primeira fase, soma-se apenas a pontuação conquistada no Turno e no Returno.
| 1 | Marcílio Dias    | 42 | 18 | 13 | 3 | 2  | 32 | 16 | +16 | 77,7 |
| 2 | Concórdia        | 39 | 18 | 12 | 3 | 3  | 36 | 13 | +23 | 72,2 |
| 3 | Atlético Tubarão | 37 | 18 | 11 | 4 | 3  | 33 | 15 | +18 | 68,5 |
| 4 | XV de Outubro    | 32 | 18 | 9  | 5 | 4  | 28 | 19 | +9  | 59,2 |
| 5 | Hercílio Luz     | 23 | 18 | 5  | 8 | 5  | 26 | 21 | +5  | 42,6 |
| 6 | Próspera         | 19 | 18 | 5  | 4 | 9  | 18 | 24 | -12 | 35,2 |
| 7 | Camboriú         | 19 | 18 | 4  | 7 | 7  | 18 | 18 | 0   | 35,2 |
| 8 | Joaçaba          | 18 | 18 | 4  | 6 | 8  | 14 | 28 | -14 | 33,3 |
| 9 | Porto            | 15 | 18 | 3  | 6 | 9  | 21 | 38 | -17 | 27,7 |
| 10 | Videira          | 2  | 18 | 0  | 2 | 16 | 10 | 44 | -34 | 3,7  |
| PG - pontos ganhos; J - jogos; V - vitórias; E - empates; D - derrotas; GP - gols pró; GC - gols contra; SG - saldo de gols; AP - aproveitamento em porcentagem |                  |    |    |    |   |    |    |    |     |      |

|  |                                                           |
|  | Classificação ao Quadrangular por ser campeão do Turno.   |
|  | Classificação ao Quadrangular por ser campeão do Returno. |
|  | Classificação ao Quadrangular por índice técnico.         |
|  | Rebaixado à Divisão de Acesso de 2011.                    |

## Desempenho por Rodada
Clubes que lideraram a classificação geral (fase inicial) ao final de cada rodada:
| Rodadas | Rodadas | Rodadas | Rodadas | Rodadas | Rodadas | Rodadas | Rodadas | Rodadas | Rodadas | Rodadas | Rodadas | Rodadas | Rodadas | Rodadas | Rodadas | Rodadas | Rodadas |
| Turno   | Turno   | Turno   | Turno   | Turno   | Turno   | Turno   | Turno   | Turno   | Returno | Returno | Returno | Returno | Returno | Returno | Returno | Returno | Returno |
| ------- | ------- | ------- | ------- | ------- | ------- | ------- | ------- | ------- | ------- | ------- | ------- | ------- | ------- | ------- | ------- | ------- | ------- |
| 1       | 2       | 3       | 4       | 5       | 6       | 7       | 8       | 9       | 10      | 11      | 12      | 13      | 14      | 15      | 16      | 17      | 18      |
| PRO     | MAR     | ATL     | XVO     | XVO     | MAR     | XVO     | ATL     | ATL     | ATL     | ATL     | ATL     | ATL     | ATL     | MAR     | MAR     | MAR     | MAR     |

Clubes que ficaram na última posição da classificação geral (fase inicial) ao final de cada rodada:
| Rodadas | Rodadas | Rodadas | Rodadas | Rodadas | Rodadas | Rodadas | Rodadas | Rodadas | Rodadas | Rodadas | Rodadas | Rodadas | Rodadas | Rodadas | Rodadas | Rodadas | Rodadas |
| Turno   | Turno   | Turno   | Turno   | Turno   | Turno   | Turno   | Turno   | Turno   | Returno | Returno | Returno | Returno | Returno | Returno | Returno | Returno | Returno |
| ------- | ------- | ------- | ------- | ------- | ------- | ------- | ------- | ------- | ------- | ------- | ------- | ------- | ------- | ------- | ------- | ------- | ------- |
| 1       | 2       | 3       | 4       | 5       | 6       | 7       | 8       | 9       | 10      | 11      | 12      | 13      | 14      | 15      | 16      | 17      | 18      |
| HER     | VID     | VID     | VID     | VID     | VID     | VID     | VID     | VID     | VID     | VID     | VID     | VID     | VID     | VID     | VID     | VID     | VID     |

## Quadrangular
| 1 | Marcílio Dias    | 14 | 6 | 4 | 1 | 1 | 10 | 6  | +4 | 77,7 |
| 2 | Concórdia        | 9  | 6 | 3 | 0 | 3 | 8  | 8  | 0  | 50   |
| 3 | Atlético Tubarão | 9  | 6 | 2 | 2 | 2 | 7  | 5  | +2 | 50   |
| 4 | XV de Outubro    | 4  | 6 | 1 | 1 | 4 | 4  | 10 | -6 | 22,2 |
| PG - pontos ganhos; J - jogos; V - vitórias; E - empates; D - derrotas; GP - gols pró; GC - gols contra; SG - saldo de gols; AP - aproveitamento em porcentagem |                  |    |   |   |   |   |    |    |    |      |

|  |                        |
|  | Classificados à Final. |

### Confrontos
Para ler a tabela, a linha horizontal representa os jogos da equipe como mandante. A coluna vertical indica os jogos da equipe como visitante.
Jogos do Turno estão em vermelho e os jogos do Returno estão em azul.
|                  | ATL | CON | MAR | XVO |
| ---------------- | --- | --- | --- | --- |
| Atlético Tubarão | —   | 5-1 | 1-1 | 1-0 |
| Concórdia        | 2-0 | —   | 2-0 | 3-0 |
| Marcílio Dias    | 1-0 | 2-0 | —   | 3-1 |
| XV de Outubro    | 0-0 | 1-0 | 2-3 | —   |

## Final
O time de melhor campanha nas fases anteriores, terá o direito do mando de campo na segunda partida da final, além da vantagem do resultado de empate ao final da prorrogação.

### Primeiro jogo
| 27 de novembro | Concórdia                                                | 4 – 2  | Marcílio Dias          | Estádio Domingos Machado de Lima, Concórdia          |
| 17h00          | Tiago Pereira 9' · Baroni 34' · Elcimar 58' · Mateus 77' | Súmula | Rincon 8' · Maicon 72' | Público: 502 Árbitro: Júlio César Cardoso dos Santos |

### Segundo jogo
| 4 de dezembro | Marcílio Dias                  | 2 (0) X (0) 0 | Concórdia | Estádio Hercílio Luz, Itajaí                            |
| 19h00         | Rincon 25' · Rodrigo Couto 76' | Súmula        |           | Público: 1,802 Árbitro: Paulo Henrique de Godoy Bezerra |

### Classificação
| 1 | Marcílio Dias | 3 | 2 | 1 | 0 | 1 | 4 | 4 | 0 | 0 |
| 2 | Concórdia     | 3 | 2 | 1 | 0 | 1 | 4 | 4 | 0 | 0 |
| PG - pontos ganhos; J - jogos; V - vitórias; E - empates; D - derrotas; GP - gols pró; GC - gols contra; SG - saldo de gols; PRO - Gols na Prorrogação |               |   |   |   |   |   |   |   |   |   |

|  | |
|  | Campeão Catarinense da Divisão Especial de 2010 e classificado à Divisão Principal do Campeonato Catarinense de 2011 e à Copa Santa Catarina de 2011. |
|  | Classificado à Divisão Principal do Campeonato Catarinense de 2011 e à Copa Santa Catarina de 2011.                                                   |

| Campeão       | Vice-Campeão | Jogo 1 | Jogo 2 | Prorrogação |
| ------------- | ------------ | ------ | ------ | ----------- |
| Marcílio Dias | Concórdia    | 2 X 4  | 2 X 0  | 0 X 0       |

## Campeão geral
| Campeonato Catarinense de 2010 - Divisão Especial |
| ------------------------------------------------- |
| Marcílio Dias 2º Título                           |

## Classificação geral
Na classificação geral, soma-se os pontos ganhos em toda a competição, Turno, Returno e Quadrangular, bem como os pontos de bonificação atribuidos às equipes vitoriosas no Turno e Returno.
| 1 | Marcílio Dias    | 56 | 24 | 17 | 4 | 3  | 42 | 22 | +20 | 77,7 |
| 2 | Concórdia        | 48 | 24 | 15 | 3 | 6  | 44 | 21 | +23 | 66,6 |
| 3 | Atlético Tubarão | 46 | 24 | 13 | 6 | 5  | 40 | 20 | +20 | 63,9 |
| 4 | XV de Outubro    | 36 | 24 | 10 | 6 | 8  | 32 | 29 | +3  | 50   |
| 5 | Hercílio Luz     | 23 | 18 | 5  | 8 | 5  | 26 | 21 | +5  | 42,6 |
| 6 | Próspera         | 19 | 18 | 5  | 4 | 9  | 18 | 24 | -12 | 35,2 |
| 7 | Camboriú         | 19 | 18 | 4  | 7 | 7  | 18 | 18 | 0   | 35,2 |
| 8 | Joaçaba          | 18 | 18 | 4  | 6 | 8  | 14 | 28 | -14 | 33,3 |
| 9 | Porto            | 15 | 18 | 3  | 6 | 9  | 21 | 38 | -17 | 27,7 |
| 10 | Videira          | 2  | 18 | 0  | 2 | 16 | 10 | 44 | -34 | 3,7  |
| PG - pontos ganhos; J - jogos; V - vitórias; E - empates; D - derrotas; GP - gols pró; GC - gols contra; SG - saldo de gols; AP - aproveitamento em porcentagem |                  |    |    |    |   |    |    |    |     |      |

|  |                                                                                  |
|  | Campeão da Divisão Especial de 2010 e Classificação à Divisão Principal de 2011. |
|  | Classificação à Divisão Principal de 2011.                                       |
|  | Rebaixado à Divisão de Acesso de 2011.                                           |

## Artilharia[1]
| Gols | Jogador         | Clube         |
| ---- | --------------- | ------------- |
| 16   | Jonatas Belusso | XV de Indaial |
| 12   | Valdo           | Tubarão       |
| 11   | Rincon          | Marcílio Dias |
| 10   | Tiago Pereira   | Concórdia     |
| 8    | Elcimar         | Concórdia     |
| 7    | Rafael Xavier   | XV de Indaial |
| 6    | Maicon          | Marcílio Dias |
| 6    | Marcelo Fattori | Joaçaba       |
| 6    | Marco           | Próspera      |
| 6    | Rodrigo Couto   | Marcílio Dias |
| 5    | Douglas         | XV de Indaial |
| 5    | Jadson          | Hercílio Luz  |
| 5    | Leandro Branco  | Marcílio Dias |
| 4    | Abel            | Concórdia     |
| 4    | Alan Rodrigues  | Tubarão       |
| 4    | Alex            | Videira       |
| 4    | Cristiano       | Porto-SC      |
| 4    | Dudu            | Porto-SC      |
| 4    | Leonardo        | Tubarão       |
| 4    | Logan           | Hercílio Luz  |
| 4    | Mateus          | Concórdia     |
| 4    | Mazinho         | Concórdia     |
| 4    | Miguel Júnior   | Próspera      |
| 3    | Baroni          | Concórdia     |
| 3    | Dinho           | Concórdia     |
| 3    | Dioney          | Marcílio Dias |
| 3    | Eudes           | Porto-SC      |
| 3    | Felipe Oliveira | Marcílio Dias |
| 3    | Gileno          | Camboriú      |
| 3    | Gilvan          | Concórdia     |
| 3    | João Leandro    | Porto-SC      |
| 3    | Lucas Luctke    | Camboriú      |
| 3    | Matozinho       | XV de Indaial |
| 3    | Nerylon         | Camboriú      |
| 3    | Vanderlei       | Tubarão       |
| 2    | Alessandro      | Hercílio Luz  |
| 2    | André Luiz      | Joaçaba       |
| 2    | Bonfim          | XV de Indaial |
| 2    | Carlinhos       | Hercílio Luz  |
| 2    | Edson Bugrão    | Hercílio Luz  |
| 2    | Juninho         | Camboriú      |
| 2    | Pedrinho        | Próspera      |
| 2    | Roger           | Tubarão       |
| 2    | Thiago          | Camboriú      |
| 2    | Vanderson       | Marcílio Dias |
| 2    | Vitor           | Marcílio Dias |

## Maiores públicos
| Nº | Público* | Mandante      | Placar      | Visitante | Estádio         | Data           |
| -- | -------- | ------------- | ----------- | --------- | --------------- | -------------- |
| 1  | 1.802    | Marcílio Dias | 2 (0)–(0) 0 | Concórdia | Hercílio Luz    | 4 de dezembro  |
| 2  | 1.062    | Concórdia     | 2–0         | Tubarão   | D. Machado Lima | 17 de novembro |
| 3  | 1.041    | Marcílio Dias | 2–0         | Concórdia | Hercílio Luz    | 21 de novembro |
| 4  | 979      | Hercílio Luz  | 1–1         | Tubarão   | Aníbal Costa    | 17 de outubro  |
| 5  | 919      | Marcílio Dias | 1–0         | Tubarão   | Hercílio Luz    | 10 de novembro |

*Considera-se apenas o público pagante.

## Desenvolvimento
- O jogo marcado para o dia 20 de outubro às 20h30 entre Videira e Marcílio Dias, válido pela sexta rodada do returno que seria disputado no Estádio Luiz Leoni em Videira, foi cancelado por determinação da Federação Catarinense de Futebol em decorrência do não pagamento da taxa de arbitragem por parte do Videira no último jogo do time como mandante, contra o Hercílio Luz no dia 13. Com isso, o Marcílio Dias foi considerado o vencedor da partida pelo placar de 3 a 0 sendo considerado W.O..[2]
- Mais uma vez o Videira é punido. Por ainda não ter pago as taxas de arbitragem do jogo contra o Hercílio Luz no dia 13 de outubro, pela segunda vez no campeonato a Federação Catarinense de Futebol cancela o jogo do Videira contra o Concórdia pela oitava rodada do returno do campeonato. Como no primeiro jogo cancelado, o Concórdia foi considerado o vencedor da partida pelo placar de 3 a 0 sendo considerado W.O..[3]
- Pela nona e última rodada do Returno, mais uma vez é declarado W.O. em um jogo do Videira. Desta vez, o time não apareceu no Estádio Antiocho Pereira em União da Vitória no Paraná aonde enfrentaria o Porto-SC. O não comparecimento da equipe do oeste do estado foi relatada pelo delegado da partida, Marcos Roberto Banhara.[4]
- Na nona rodada do Returno, o jogo entre Joaçaba e XV de Indaial que era para acontecer no Estádio Da Nova em Joaçaba, foi cancelado. Tudo porque o time da casa não honrou com os seus compromissos de pagamento de arbitragem do jogo da sétima rodada do Returno, aonde o Joaçaba empatou com o Videira por 3 a 3. Por determinação da Federação Catarinense de Futebol, o XV de Indaial foi declarado vencedor da partida por W.O., sendo considerado o placar de 3 a 0 a favor dos visitantes.[5]
- Faltando uma rodada para o termino do quadrangular, Marcílio Dias e Concórdia garantiram matematicamente suas respectivas vagas na final do campeonato e, automaticamente, seus acessos a Divisão Principal de 2011.[6][7]